# 华盖寺石窟
华盖寺石窟，位于中国甘肃省甘谷县，为一个省级文物保护单位，类型为石窟寺及石刻。
华盖寺石窟的历史年代为明、清。